# Берендеева, Анастасия Юрьевна
Анастаси́я Ю́рьевна Беренде́ева (в девичестве Родио́нова; 6 сентября 1986, Чебоксары) — российская футболистка, защитница клуба «Рязань-ВДВ». Выступала за сборную России.

## Биография

### Клубная карьера
Первый тренер — Михаил Паршин. В профессиональном футболе дебютировала в 22-летнем возрасте в составе тольяттинской «Лады». Затем играла в других клубах высшей лиги России — «Измайлово» и «Зоркий». Вице-чемпионка России 2014 года в составе «Зоркого», финалистка Кубка России 2013 года в составе «Измайлово».
До 2016 года выступала под фамилией Родионова.
В 2016 году выступала за казахстанский клуб «Астана», стала серебряным призёром чемпионата Казахстана и финалисткой Кубка Казахстана. Сыграла 16 матчей в чемпионате и 4 — в Кубке.
С 2017 по 2022 годы выступала за российский клуб «Звезда-2005» (Пермь). Чемпионка (2017) и бронзовый призёр (2018, 2020) чемпионата России, обладательница Кубка России (2018).
В январе 2023 года перешла в «Рязань-ВДВ».

### Карьера в сборной
В национальной сборной России дебютировала 26 июля 2011 года в товарищеском матче против Китая. Всего в 2011—2012 годах сыграла 5 матчей за сборную, все — товарищеские.
В составе студенческой сборной России принимала участие в Универсиаде 2013 года в Казани, где россиянки заняли девятое место. На турнире вышла на поле в трёх матчах.